# Abu Ibrahim Ahmad
Abū Ibrāhīm Aḥmad ibn Muḥammad ibn al-Aghlab (in arabo أبو إبراهيم أحمد بن محمد بن الأغلب‎?; ... – 28 dicembre 863) è stato il sesto emiro aghlabide dell'Ifrīqiya. Regnò dall'856 fino alla data della sua morte.

## Biografia
Succedette al trono allo zio Abū l-ʿAbbās Muḥammad.

Il suo regno fu senza guerre, e ciò permise all'Ifrīqiya di prosperare grazie allo sviluppo del commercio e dell'agricoltura, che beneficiò di nuove opere di irrigazione. Abū Ibrāhīm Aḥmad commissionò molte opere pubbliche, tra cui la ricostruzione della moschea al-Zaytuna di Tunisi e l'allargamento della moschea di ʿUqba a Qayrawan.
Morì il 28 dicembre 863 e gli succedette al trono il fratello Ziyādat Allāh II, che morì pochi mesi più tardi, permettendo così di salire al trono ad Abū l-Gharānīq Muhammad II, figlio Abū Ibrāhīm Aḥmad.